# Agostino Vallini
Pour les articles homonymes, voir Vallini.
Agostino Vallini, né le 17 avril 1940 à Poli dans la province de Rome (Latium), est un cardinal italien, vicaire de Rome de 2008 à 2017.

## Biographie

### Formation
Agostino Vallini est titulaire d'un doctorat en droit.

### Prêtre
Il a été ordonné le 19 juillet 1964 pour le diocèse de Naples.
Il a enseigné le droit canon à Naples avant d'être appelé à Rome en 1971 à l'Université pontificale du Latran, tout en conservant une part d'enseignement et d'apostolat paroissial à Naples.
En 1978, il est nommé recteur du grand séminaire de Naples.

### Évêque
Nommé évêque auxiliaire de Naples le 23 mars 1989, Agostino Vallini est consacré le 13 mai suivant par le cardinal Michele Giordano. 
Le 13 novembre 1999, il devient évêque d'Albano.
Le 27 mai 2004, il est nommé à la Curie romaine comme préfet du Tribunal suprême de la Signature apostolique et élevé au rang d'archevêque. Il préside également la Cour d'appel de l'État du Vatican et à partir du 15 septembre 2007, la Commission des lois.
Le 27 juin 2008, il est nommé par Benoît XVI cardinal-vicaire de Rome et archiprêtre de la basilique Saint-Jean de Latran. Il administre ainsi le diocèse de Rome pour le compte de l'évêque de Rome, qui est toujours le pape.

### Cardinal
Il a été créé cardinal par Benoît XVI lors du consistoire du 24 mars 2006 avec le titre de cardinal-diacre de San Pier Damiani ai Monti di San Paolo.
Au sein de la Curie romaine, il est membre de la Congrégation pour les causes des saints, de la Congrégation des évêques, de la Congrégation pour les Instituts de vie consacrée et les Sociétés de vie apostolique, de la Congrégation pour l'évangélisation des peuples, et du Conseil pontifical pour les textes législatifs.
Le 24 février 2009 il est promu cardinal-prêtre pro hac vice de San Pier Damiani ai Monti di San Paolo. Il participe au conclave de 2013 qui élit François.
Il est nommé membre de la congrégation pour les Églises orientales le 19 février 2014.
Le 8 mars 2014, il est nommé membre pour cinq années au conseil pour l'économie.
Le 26 mai 2017, François accepte sa démission pour raison d'âge. Son successeur comme vicaire de Rome et archiprêtre de la basilique Saint-Jean de Latran est Angelo De Donatis, jusque-là évêque auxiliaire de Rome.
Le 17 avril 2020, il atteint la limite d'âge et ne pourra plus prendre part aux votes du prochain conclave.

## Succession apostolique
Agostino Vallini a ordonné les évêques suivants :
- Évêque Guerino Di Tora (pt) (2009)
- Évêque Giuseppe Marciante (2009)
- Évêque Giuseppe Giudice (it) (2011)
- Archevêque Giovanni Tani (it) (2011)
- Cardinal Matteo Maria Zuppi (2012)
- Évêque Lorenzo Leuzzi (it) (2012)
- Évêque Paolo Selvadagi (de) (2013)
- Cardinal Augusto Paolo Lojudice (2015)
- Évêque Gianrico Ruzza (it) (2016)
- Cardinal Mauro Gambetti, O.F.M Conv. (2020)